# Алексеев, Александр Вячеславович
Алекса́ндр Вячесла́вович Алексе́ев (род. 30 апреля 1981, Ташкент) — российский боксёр-профессионал, выступавший в тяжелой весовой категории (до 90,717 кг). Трёхкратный чемпион России (2002, 2003 и 2005 годов), чемпион Европы среди юниоров 1999 года, чемпион Европы 2004 года, серебряный призёр чемпионата мира 2003 года, чемпион мира среди любителей 2005 года, член Олимпийской сборной России 2004 года, межконтинентальный чемпион по версии WBO в первом тяжёлом весе. Завершил карьеру в 2013 году и решил стать промоутером.

## Любительская карьера
Проходил подготовку под руководством заслуженных тренеров России Вячеслава Александровича Алексеева - его отца, и Виктора Александровича Ланцова.
- 2002, 2003, 2005 Чемпион России в тяжёлом весе.
- 1999 Чемпион молодёжного чемпионата Европы в полутяжёлом весе.
- 2002 Чемпион мира среди военнослужащих.
- 2003 Чемпион мира среди военнослужащих.
- 2003 Победитель Кубка нефтяных стран, победил в финале Романа Романчука.
- 2003 Серебряный призёр чемпионата мира:
  - Победил Шамсида Арбонова (Таджикистан) RSCO-2.
  - Победил Раитиса Ретинеикиса (Латвия) Walkover.
  - Победил Штеффана Кречманна (Германия) RSCO-3.
  - Проиграл Одланьеру Солису (Куба) PTS (15-18).
- 2004 Победитель чемпионата Европы.
  - отборочный этап: победа по очкам над сербом Милорадом Гаяновичем.
  - 1/8 финала: победа по очкам над украинским боксёром Виталием Михеенко.
  - 1/4 финала: победа за явным преимуществом в первом раунде над азербайджанцем Вугаром Алекперовым.
  - 1/2 финала: победа за явным преимуществом во втором раунде над хорватом Ведрана Джипало.
  - финал: победа за явным преимуществом во втором раунде над белорусским боксёром Виктором Зуевым.
- 2004 Участник Олимпийских Игр:
  - Проиграл Одланьеру Солису (Куба) PTS (21-24).
- 2005 Победитель Чемпионата мира.
  - Победил Брэда Питта (Австралия) RSCO.
  - Победил Жениса Таумуринова (Казахстан) RSCO.
  - Победил Йожефа Дармоша (Венгрия) AB.
  - Победил Александра Повернова (Германия) PTS (36-33).
  - Победил Эльчина Ализаде (Азербайджан) Walkover.

## Профессиональная карьера
Профессиональную карьеру начал 7 января 2006 боем против чеха Томаша Мражека, в котором одержал победу техническим нокаутом в первом раунде.
Свой первый титул — титул межконтинентального чемпиона по версии ВБО (WBO) в первом тяжёлом весе — завоевал 16 июня 2007 в первом раунде нокаутировав аргентинца Эктор-Альфредо Авила.
17 января 2009 года Алексеев потерпел первое поражение на профессиональном ринге, проиграв аргентинцу Виктору Рамиресу. Несмотря на это, руководство Universum решило продлить истекший к тому моменту контракт с Алексеевым. «Я твердо верю в то, что он станет чемпионом мира. Нам предстоит ещё много лет работать вместе. Надеюсь на будущие успехи Александра», — говорил вицепрезидент Universum Дитмар Пошва. Осенью 2009 года у Алексеева сменился тренер. Место Фрица Здунека, сосредоточившегося на работе с Виталием Кличко, занял Магомед Шабуров, который также заявлял о чемпионских перспективах самарского боксера. Под руководством Шабурова Алексеев провел четыре боя, в последнем из которых потерпел поражение от Лебедева. После этого матча сотрудничество Алексеева с Шабуровым и компанией Universum было прекращено.
После поражения в бою за звание чемпиона мира по версии IBF 23 ноября 2013 года от Йоана Пабло Эрнандеса объявил о завершении профессиональной карьеры и переходе на должность главы промоутерской компании EC Box Promotion.

## Результаты боёв
В таблице перечислены результаты всех поединков боксёров.
В каждой строке указан результат поединка. Дополнительно номер поединка обозначен цветом, который обозначает итог поединка. Расшифровка обозначений и цветов представлена в нижеследующей таблице.
| Пример | Расшифровка                     |
| ------ | ------------------------------- |
|        | Победа                          |
|        | Ничья                           |
|        | Поражение                       |
|        | Планируемый поединок            |
|        | Поединок признан несостоявшимся |
| КО     | Нокаут                          |
| ТКО    | Технический нокаут              |
| PTS    | Решение судей (по очкам)        |
| UD     | Единогласное решение судей      |
| MD     | Решение большинства судей       |
| SD     | Раздельное решение судей        |
| RTD    | Отказ от продолжения боя        |
| DQ     | Дисквалификация                 |
| NC     | Поединок признан несостоявшимся |

| Бой | Дата             | Соперник              | Судьи                      | Место боя                                                              | Раундов | Исход           | Примечание                                                                                           |
| --- | ---------------- | --------------------- | -------------------------- | ---------------------------------------------------------------------- | ------- | --------------- | --- |
| 28  | 23 ноября 2013   | Йоан Пабло Эрнандес   | Крейг Смит                 | Бамберг, Бавария, Германия                                             | 12      | KO10            | Бой за титулы IBF и The Ring в первом тяжёлом весе.                                                  |
| 27  | 22 февраля 2013  | Гарретт Уилсон        | Эдди Коттон                | Стада Хенри Коанда, Галац, Румыния                                     | 12      | UD              | |
| 26  | 11 мая 2012      | Фират Арслан          | Терри О’Коннор             | EWS Arena, Геппинген, Баден-Вюртемберг, Германия                       | 12      | D               | Бой за титул EBU в тяжелом весе, 1-я защита Алексеева; бой за вакантный титул WBO Inter-Continental. |
| 25  | 4 февраля 2012   | Энад Личина           | Даниэль Ван де Виле        | Фрапорт Арена, Франкфурт-на-Майне, Гессен, Германия                    | 12      | UD              | Бой за вакантный титул EBU в первом тяжёлом весе.                                                    |
| 24  | 18 ноября 2011   | Даниэль Брувер        | Массимо Баровеккьо         | Кугельбаке Халле, Куксхафен, Нижняя Саксония, Германия                 | 12      | TKO8            | Бой за вакантный титул WBC International в первом тяжёлом весе.                                      |
| 23  | 11 июня 2011     | Дамиан Норрис         | Манфред Кюхлер             | Гамбургер Боксфербанд Халле, Гамбург, Германия                         | 12      | TKO1            | Бой за вакантный титул WBO Asia Pacific в первом тяжёлом весе                                        |
| 22  | 9 апреля 2011    | ДеАндрей Аброн        |                            | Спортхалле, Гамбург, Германия                                          | 8       | KO6             | |
| 21  | 17 июля 2010     | Денис Лебедев         | Роберто Рамирес            | Спорт & Конгресс Центр, Шверин, Германия                               | 12      | KO2             | |
| 20  | 19 декабря 2009  | Дэниэл Амманн         | Арно Покрандт              | Спорт & Конгресс Центр, Шверин, Германия                               | 10      | KO2             | |
| 19  | 4 июля 2009      | Кендрик Релефорд      |                            | Колор Лайн Арена, Гамбург, Германия                                    | 10      | RTD3            | |
| 18  | 2 мая 2009       | Макс Александер       | Фрэнк Майкл                | Халле 7, Бремен, Германия                                              | 10      | UD              | |
| 17  | 17 января 2009   | Виктор Эмилио Рамирес |                            | Бург-Вэхтер Кастелло, Дюссельдорф, Северный Рейн — Вестфалия, Германия | 10      | RTD             | Вакантный временный титул WBO.                                                                       |
| 16  | 27 сентября 2008 | Роб Кэллоуэй          | Луис Пабон                 | Color Line Arena, Altona, Hamburg, Германия                            | 12      | ТКО3            | Обязательная защита звания межконтинентального чемпиона по версии WBO.                               |
| 15  | 31 мая 2008      | Луис Азилле           | Арно Покрант               | Бург-Вэхтер Кастелло, Дюссельдорф, Северный Рейн — Вестфалия, Германия | 10      | КО2             | |
| 14  | 23 февраля 2008  | Талмадж Гриффис       | Пол Томас                  | Брандберге Арена, Халле, Германия                                      | 12      | RTD3            | Обязательная защита звания межконтинентального чемпиона по версии WBO.                               |
| 13  | 31 октября 2007  | Франциско Альварес    | Колизео Хосе Мигель Агрело | Сан Хуан, Пуэрто-Рико                                                  | 8       | ТКО4            | |
| 12  | 15 сентября 2007 | Дэррин Хамфри         | Ноэль Моннет               | Штадтхалле, Росток, Мекленбург — Передняя Померания, Германия          | 12      | ТКО4            | Первая обязательная защита звания межконтинентального чемпиона по версии WBO.                        |
| 11  | 16 июня 2007     | Эктор Авила           | Хенаро Родригес            | СИМА спорт & лайсуре центр, Будапешт, Венгрия                          | 12      | КО1             | Титул WBO Inter-Continental в первом тяжелом весе.                                                   |
| 10  | 17 марта 2007    | Джон Энтони           | Манфред Кюхлер             | Дворец спорта имени Ганса-Мартина-Шлейера, Штутгарт, Германия          | 8       | ТКО5            | |
| 9   | 27 февраля 2007  | Генри Саенц           | Бернд Хупфер               | Кюгельбаке-халле, Куксхафен, Германия                                  | 8       | ТКО1            | |
| 8   | 2 декабря 2006   | Ли Свеби              |                            | Эстрел Конвеншион Центр, Берлин, Нойкёльн, Германия                    | 6       | ТКО5            | |
| 7   | 28 октября 2006  | Луис-Оскар Рикаил     |                            | Порше-Арена, Штутгарт, Германия                                        | 6       | Победа по очкам | |
| 6   | 22 августа 2006  | Адриан Райкай         | Арно Покрандт              | Юниверсум, Гамбург, Вандсбек, Германия                                 | 6       | ТКО3            | |
| 5   | 25 июля 2006     | Золтан Береш          | Йорг Илинсеер              | HSB-Sportschule Sachsenwald, Гамбург, Аймсбюттел, Германия             | 6       | ТКО4            | |
| 4   | 23 мая 2006      | Ваге Кочерян          |                            | Спортна дворан центр, Птуй, Словения                                   | 6       | ТКО2            | |
| 3   | 8 апреля 2006    | Александр Зубин       |                            | Остзеехалле, Киль, Германия                                            | 4       | КО1             | |
| 2   | 11 марта 2006    | Андрей Зайцев         |                            | Цветная линия, Гамбург, Германия                                       | 4       | ТКО2            | |
| 1   | 7 января 2006    | Томаш Мражек          |                            | Зенит, Мюнхен, Германия                                                | 4       | ТКО1            | |